# Hypocnemis
Hypocnemis és un gènere d'ocells de la família dels tamnofílids (Thamnophilidae). Agrupa espècies natives d'Amèrica del Sud, on es distribueixen des del centre de Veneçuela i sud-est de Colòmbia fins a les Guaianes, al sud del Perú, centre de Bolívia i sud de l'Amazònia brasilera.

## Descripció
Els formiguers d'aquest gènere són petits, mesurant al voltant de 12 cm de longitud, rabassuts, de cua força curta i amb un destacat patró d'estriat. Habiten a les selves humides amazòniques i proximitats.

## Taxonomia
El gènere Hypocnemis va ser introduït per l'ornitòleg alemany Jean Cabanis el 1847. El nom combina les paraules del grec antic «ὑπο hupo» que significa “una mica semblant” i «κνημις knēmis o κνημιδος knēmidos» “canyellera”. L'espècie tipus va ser designada posteriorment com el formiguer cantaire de la Guiana.
Tradicionalment s'ha considerat aquest gènere com format per dues úniques espècies: H. cantator i H. hypoxantha, però recents descobriments, a partir dels estudis d'Isler et al. (2007), amb base principalment en les diferències de vocalització, però també de plomatge, han elevat les cinc anteriorment subspècies de formiguer: flavescens, peruviana, subflava, ochrogyna i striata, a la categoria d'espècies, cosa que va ser aprovada pel Comitè de Classificació de Sud-americà  (SACC).
H. rondoni és una nova espècie recentment descrita per Whitney et al. (2013) i reconeguda pel SACC a la Proposta N° 588.
Segons la Classificació del Congrés Ornitològic Internacional (versió 14.2, 2024) aquest gènere està format per 8 espècies:
- formiguer cellagroc - (Hypocnemis hypoxantha).
- formiguer cantaire pitgroc - (Hypocnemis subflava).
- formiguer cantaire cremós - (Hypocnemis flavescens).
- formiguer cantaire de la Guaiana - (Hypocnemis cantator).
- formiguer cantaire del Perú - (Hypocnemis peruviana).
- formiguer cantaire de Rondônia - (Hypocnemis ochrogyna).
- formiguer de Manicoré - (Hypocnemis rondoni).
- formiguer cantaire de Spix - (Hypocnemis striata).